# Ericeia maxima
Ericeia maxima är en fjärilsart som beskrevs av Butler 1886. Ericeia maxima ingår i släktet Ericeia och familjen nattflyn. Inga underarter finns listade i Catalogue of Life.